# John Whittingdale
John Whittingdale (16 de octubre de 1959) es un político británico del Partido Conservador.
Desde 1992 miembro del Parlamento del Reino Unido para la circunscripción de Maldon en Essex, formó parte de S.M. Gabinete en la sombra de 2005 hasta 2010.
Fue nombrado secretario de Estado para la Cultura por el primer ministro británico David Cameron en 2015. Con la designación de Theresa May como primera ministra, Whittingdale no fue tenido en cuenta para el nuevo gabinete y debió dejar su cargo tras un año.

## Enlaces externos

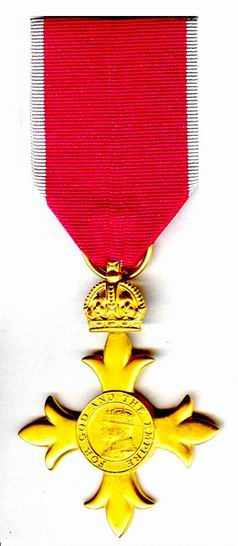
Insignia de OBE